# Pancratium canariense
Pancratium canariense es una especie de planta bulbosa perteneciente a la familia de las amarilidáceas. Es originaria de las Islas Canarias.

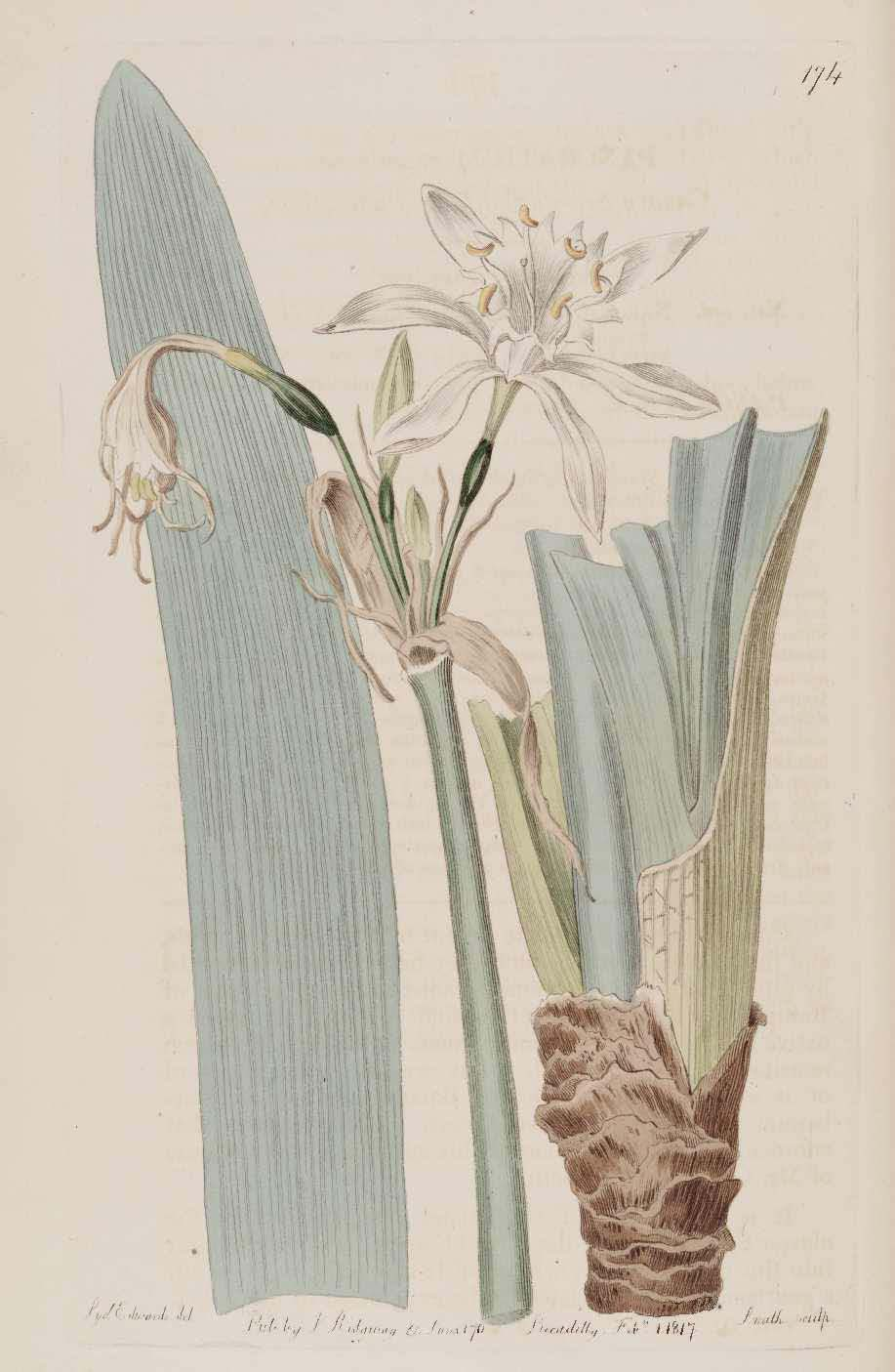
Ilustración

## Descripción

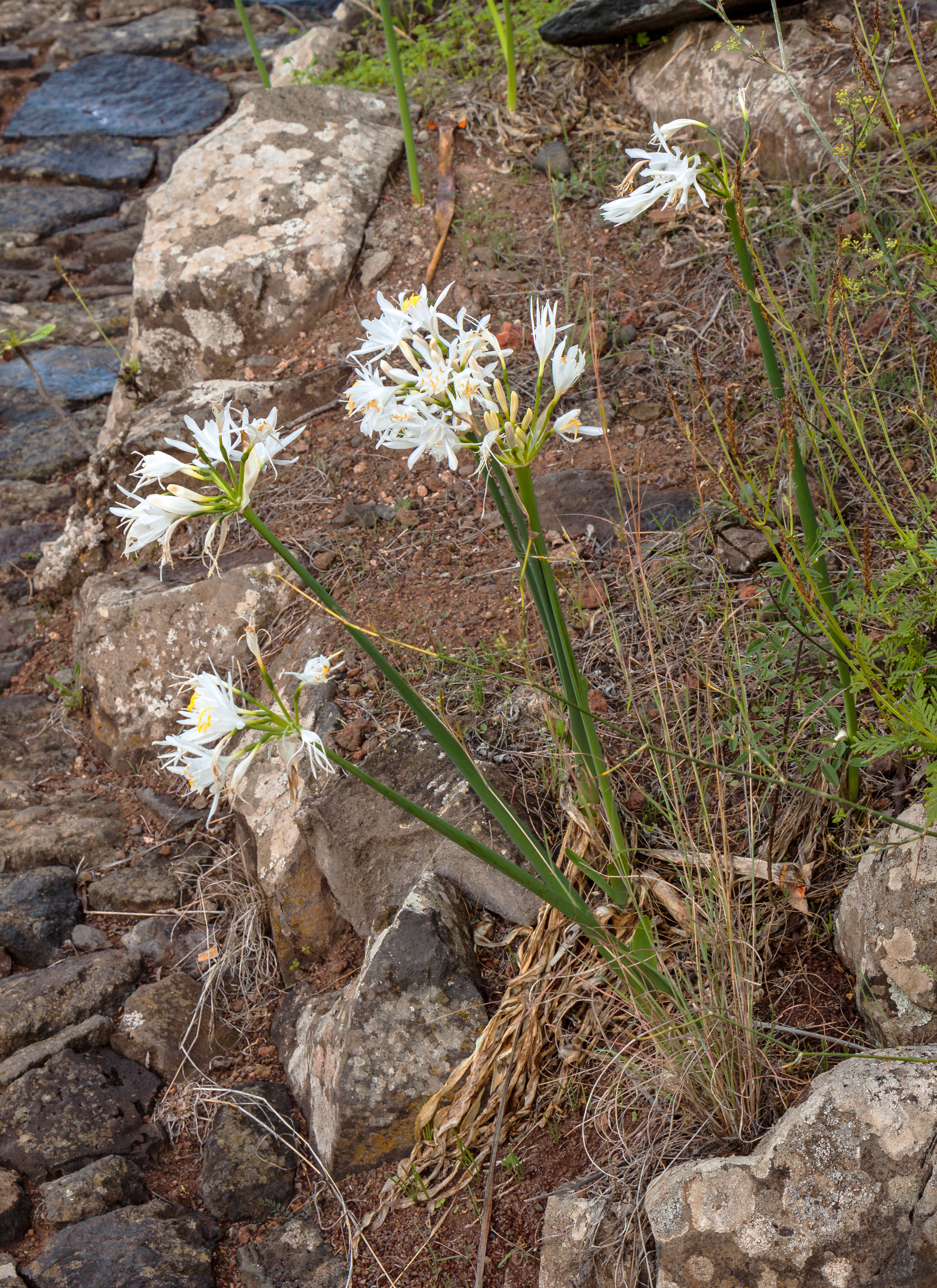
Habitus

Pancratium canariense es un endemismo presente en todas las islas. Es una planta bulbosa, con tallos floríferos de hasta 80 cm de longitud. Se distingue por sus flores de color blanco, dispuestas en racimos umbeliformes. La corola posee un ancho tubo y una parte exterior libre. 

## Taxonomía
Pancratium canariense fue descrita por el botánico inglés, John Bellenden Ker Gawler y publicado en Botanical Register; consisting of coloured . . . t. 174, en el año 1817.
Etimología
Pancratium: nombre griego de una planta bulbosa, que podría derivar de pagkration, que significa todopoderoso, aludiendo quizás a las propiedades medicinales de estas plantas.
canariense: del archipiélago canario, en su sentido más amplio.
Sinonimia
- Bollaea canariensis (Ker Gawl.) Parl.
- Pancratium teneriffae Willd. ex Schult. & Schult.f.[3]
- Pancratium tiariflorum Salisb. (1808).
- Pancratium uniflorum Stokes (1812).[4]

## Nombre común
Se conoce como "lágrimas de la Virgen o azucena de risco".